# Nintendo Switch
Nintendo Switch je sedma i trenutna Nintendova kućna konzola. Nintendo je službeno predstavio Switch na Nintendo Switch Event-u (12. siječnja 2017.). Switch ne dolazi s uobičajenim upravljačem, već s dva Joy-Cona koji se spoje na konzolu. Nintendo Switch je u prodaji od 3. ožujka 2017. po cijeni od 2799,00 kn, a dolazi u pakiranju s dva crna ili jednim retro crvenim i drugim retro plavim upravljačem. 

## Upravljači
Kao i Wii Remote, Joy-Con-evi mogu pratiti pokret igrača i pretvoriti ga u pokret u igri (npr. u Just Dance 2018 i 1-2-Switch). Uz dva Joy-Con upravljača koja dolaze s konzolom, kupac može naknadno izabrati dodatne parove Joy-Con-a, zasebne Joy-Con-ove ili Pro Controller. Desni Joy-Con ima NFC čitač i infra crvenu kameru (npr. u 1-2-Switch se koristi u "Eating Contest-u"). Svi upravljači za Switch imaju HD rumble (npr. u Mario Kart 8 Deluxe kontroler vibrira kada igrač pokupi novčić).

## Igre
Trenutna najprodavanija igra je Super Mario Odyssey (17,79 milijuna primjeraka). Oko 70% vlasnika konzole ima tu igru.
Neke od važnijih ekskluzivnih naslova za Switch su: Arms, 1-2-Switch, Mario Kart 8 Deluxe, Snipperclips, Mario + Rabbids Kingdom Battle, The Legend of Zelda: Breath of the Wild, Pokkén Tournament DX, Splatoon 2 i Super Mario Odyssey. 

Neke od nadolazećih ekskluzivnih naslova za Switch su: Metroid Prime 4, Kirby igra bez naslova, Travis Strikes Again: No More Heroes, Pokémon igra bez naslova, Yoshi, Xenoblade Chronicles 2, Fire Emblem Warriors i Monster Hunter XX (Generations).

## Načini rada
Nintendo predstavlja Switch kao hibridnu konzolu koja se u bilo kojem trenutku može prebaciti iz jedog načina rada u drugi.

### TV Mode
TV Mode igraču daje mogućnost igranja konzole na TV-u tako da konzolu (tablet) spoji s Dockom. Taj način igre je sličan onome na PS4 i Xbox One. Pošto su Joy-Con upravljači odvojeni, sa Switchom dolazi i Joy-Con Grip u koji se stavljaju na isti način na koji se spajaju s konzolom.

### Handheld Mode
Handheld Mode je način rada u kojem su Joy-Con-i na samoj konzoli, a konzola nije u Docku. Baterija traje oko 3 sata prilikom igranja The Legend of Zelda: Breath of The Wild.

### Tabletop Mode
Tabletop Mode je način rada u kojem je konzola na stolu, a igrač igra igru sam s oba Joy-Con-a ili s drugom osobom s jednim Joy-Con-om.